# Вітютнєв Ігор Геннадійович
Ігор Геннадійович Вітютнєв (22 вересня 1964 ) — радянський і таджикистанський футболіст, захисник.

## Клубна кар'єра
У першості СРСР грав у першій лізі за «Памір» Душанбе (1982—1985), СКА Хабаровськ (1986), «Металург» Запоріжжя (1987—1988). У 1989—1990 роках за «Памір» провів 21 матч у вищій лізі СРСР.
Після розпаду СРСР сезон 1992 року розпочав в команді вищої ліги Росії «Уралмаш» Єкатеринбург, але не провів жодної гри і перейшов в клуб другої ліги «Кубань» (Бараниковський).
1993 рік провів в команді першої української ліги «Темп» Шепетівка, зігравши 17 матчів і допомігши команді посісти 2 місце та вийти до вищої ліги.

## Виступи за збірну
Потім виступав в Росії за нижчолігові команди «Орєхово» Орєхово-Зуєво (1994), «Індустрія» Боровськ (1995), «Океан» Находка (1996) та «Торпедо» Арзамас (1998)
Провів одну гру за збірну Таджикистану — 17 червень 1992 року в домашній товариській грі проти Узбекистану (2: 2), в якій був замінений на 51-й хвилині.